# 阿比亞-帕盧奧亞
阿比亞-帕盧奧亞是愛沙尼亞維爾揚迪縣穆尔吉市镇的非独立市及行政中心，位於該國南部，毗鄰與拉脫維亞接壤的邊境，海拔高度70米，面積290.2平方公里，2006年人口1,406。

## 行政历史
阿比亞-帕盧奧亞最早在1505年提及。1993年获得城镇权并成为一个独立的市镇。1998年并入阿比亞市镇，为该市镇的行政中心。2017年爱沙尼亚行政改革后，阿比亚市镇与其他市镇一起合并为新的穆尔吉市镇。

## 外部連結
- Abja Gümnaasium （文）